# Karim Mamdouh
Karim Mamdouh Khaled (sinh năm 1993) là một cầu thủ bóng đá người Ai Cập who hiện tại thi đấu ở câu lạc bộ tại Giải bóng đá ngoại hạng Ai Cập Wadi Degla ở vị trí hậu vệ hoặc tiền vệ.

## Sự nghiệp quốc tế
Mamdouh có màn ra mắt quốc tế đầu tiên cho đội tuyển quốc gia vào ngày 29 tháng 1 năm 2016, trong trận đấu trên sân nhà trước Libya (2–0), sau khi vào sân từ ghế dự bị thay cho Mahmoud Kahraba ở phút 68.